# 喬赫尼亞科塔山
17°0′S 67°23′W / 17.000°S 67.383°W
喬赫尼亞科塔山（Ch'uxña Quta），是玻利維亞的山峰，位於該國西部拉巴斯省，處於瓦利亞塔尼湖以西，屬於安第斯山脈中基姆薩克魯斯山脈的一部分，海拔高度4,920米。